# Mehmet Erol

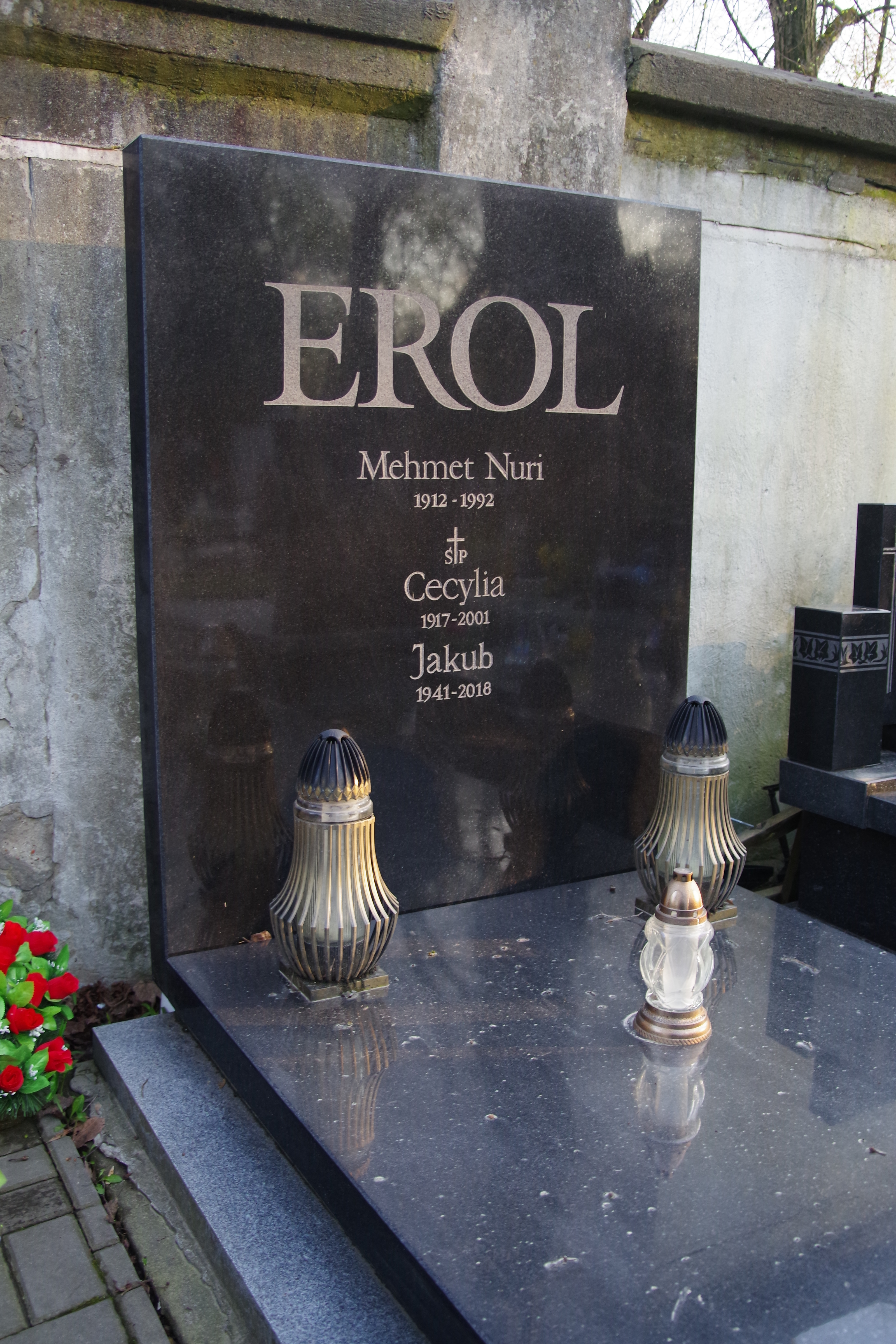
grób Mehmeta Erola w części rzymskokatolickiej Starego Cmentarza w Łodzi

Mehmet Nuri Erol, także Mieczysław Ryszard Erol, urodzony jako Mehmet Nuri Fazlı oğlu Efendi (ur. 10 maja 1916 w Pazarze, zm. 18 marca 1992 w Łodzi) – polski piekarz i cukiernik pochodzenia tureckiego. Przypisuje się mu autorstwo chleba tureckiego, tzw. żulika.

## Życiorys
Pracował w zawodzie piekarza od 1930, początkowo w Lublinie, w 1932 w Suwałkach, następnie w latach 1932–1933 w Krakowie, w piekarni tureckiej przy ul. Floriańskiej 24. Od 1934 prawdopodobnie wraz z ojcem prowadził piekarnię w Kobryniu, następnie prowadził we Włodawie cukiernię przy ul. 3 maja i dwie piekarnie, przy ul. Sejmowej i ul. Piłsudskiego. W 1938 ochrzcił się, otrzymując imiona Mieczysław Ryszard. Podczas II wojny światowej powrócił do rodzinnej Turcji, gdzie zainwestował w rodzinną fabrykę guzików. Po powrocie w 1940 jego piekarnie i cukiernię zarekwirowano, a on został aresztowany przez okupantów niemieckich na cztery miesiące. Prawdopodobnie został uwolniony w wyniku interwencji ambasadora tureckiego w Berlinie – Hüsreva Geredego, jednak nie odzyskał majątku. Wiosną 1941 z rodziną wyjechał do Zamościa, gdzie za zgodą władz okupacyjnych i polskiego podziemia otworzył piekarnię przy ul. Bazyliańskiej 14 oraz jej dwie filie, wraz ze sklepem i działem cukierniczym.
W 1945 wyjechał do Łodzi, pozostawiając interesy w Zamościu pod opieką swojego ojca. W 1947 po śmierci ojca zakończył interes w Zamościu. W 1948 w Łodzi otworzył „Cukiernię Turecką” przy ul. Nowotki 17 (obecnie ul. Pomorska 17). W 1950 sprowadził rodzinę do Łodzi, w której żył i prowadził interesy do końca życia. Prowadzona przez niego cukiernia przy ul. Pomorskiej funkcjonuje pod zmienionym zarządem właścicielskim.
Prawdopodobnie w latach 60. XX w. piekarnia Erola zaczęła wypiekać chlebek turecki, znany pod nazwą żulik. Dzięki dużej popularności tego pieczywa, zaczęły go wypiekać także inne łódzkie piekarnie, czyniąc go popularnym daniem regionu łódzkiego.

### Życie prywatne
W 1938 ożenił się z Cecylią z domu Szyszkowską (ur. 1917, zm. 2001), z którą miał synów: reżysera – Feriduna Jerzego Erola, grafika – Jakuba Zygmunta Erola i fotografa – Envera Edwarda Macieja Erola.
Został pochowany w części rzymskokatolickiej Starego Cmentarza w Łodzi, gdzie spoczywa wraz z żoną i synem Jakubem.